# Trathala ruficornis
Trathala ruficornis là một loài tò vò trong họ Ichneumonidae.